# (1633) Chimay
(1633) Chimay ist ein Asteroid des Hauptgürtels, der am 3. März 1929 vom belgischen Astronomen Sylvain Julien Victor Arend in Ukkel entdeckt wurde.
Der Name des Asteroiden ist von der belgischen Gemeinde Chimay abgeleitet.